# Station Couhé-Vérac
Station Couhé-Vérac is een spoorwegstation in de lieu-dit Le Coureau in het oosten van de Franse gemeente Valence-en-Poitou.